# Martinice v Krkonoších (nádraží)
Martinice v Krkonoších jsou železniční stanice v obci Martinice v Krkonoších. Leží na tratích Chlumec nad Cidlinou – Trutnov a Martinice v Krkonoších – Rokytnice nad Jizerou. Jde o technickou památku, která zahrnuje unikátní soubor dochovaných budov, technických zařízení a původních funkčních technologií. Systém zabezpečení je zachovaný v původní provozní sestavě a je dosud v plném rozsahu funkční. Jedná se o elektromechanické zabezpečovací zařízení s mechanickými návěstidly. Dochovaná technologie představuje historicky hodnotnou ukázku stavění a zabezpečení vlakové cesty.
V této podobě lze stanici využít například pro filmaře při natáčení historických filmů. Díky potřebnému technickému zázemí pro parní lokomotivy, jako je vodní jeřáb pro zbrojení lokomotiv vodou a popelová jáma, důležitá pro údržbu topeniště a kotle lokomotiv, posloužila také jako dobová kulisa pro akci Winton Train, při které zde byly nafoceny parní lokomotivy 498.022 (Albatros) a 486.007 (Zelený Anton).

## Historie
Železniční stanice Martinice v Krkonoších pochází z roku 1871, kdy byla zprovozněna pod názvem Jilemnice. Vzhledem k pozdějšímu zbudování stanice přímo ve městě Jilemnice nesla od 1. května 1907 nové označení Jilemnice-Martinice. Od 1. června 1921 byla Jilemnice z názvu vynechána.
Od 3. prosince 2015 je kulturní památkou České republiky.[zdroj?]